# Distrito de Ventanilla
El distrito de Ventanilla es uno de los distritos de la provincia constitucional del Callao, en el Perú. Es el distrito más extenso y el segundo más poblado de la provincia. Limita al norte con el distrito de Santa Rosa y el distrito de Ancón; al este con el distrito de Mi Perú y el distrito de Puente Piedra; al Sur con el río Chillón, el distrito de San Martín de Porres y el distrito del Callao; y al oeste con el océano Pacífico.
A lo largo de su historia, Ventanilla ha experimentado diversos cambios económicos, sociales, culturales, políticos y urbanos, la mayoría de los cuales han sido impulsados de manera no planificada. Estos cambios han resultado en un distrito con una población mayormente de bajos recursos, con una estructura territorial desarticulada y desordenada, y enfrentando preocupantes niveles de contaminación ambiental. El rápido crecimiento poblacional de la zona ha sobrepasado la capacidad de gestión local, presentando desafíos significativos en cuanto a la provisión de servicios básicos y la planificación urbana adecuada.

## Etimología
Los antiguos corsarios y piratas que navegaban por el mar del Callao avistaban numerosas cuevas y grutas en los escarpados cerros que bordeaban la costa. Estas formaciones rocosas con pequeñas ventanas naturales, golpeadas por las suaves olas marinas, se consideraban lugares ideales para esconder y enterrar los tesoros saqueados durante sus incursiones violentas en fortalezas y naves.
Los primeros pobladores de la zona, intrigados por estas enigmáticas formaciones rocosas y atraídos por la leyenda de posibles tesoros de piratas y joyas virreinales, la bautizaron como la "playa de las ventanillas". El nombre se originó debido a la presencia de las cuevas y grutas con pequeñas ventanas en forma de L, que eran característicos de la zona.

## Historia
La creación de Ventanilla como distrito se dio en 1969, teniendo como antecedente inmediato la ocupación de la Ciudad satélite que estaba en los arenales del oeste de Puente Piedra (Lima), cercano a los humedales y a la playa que tenía entonces el distrito.

### Década de 1960

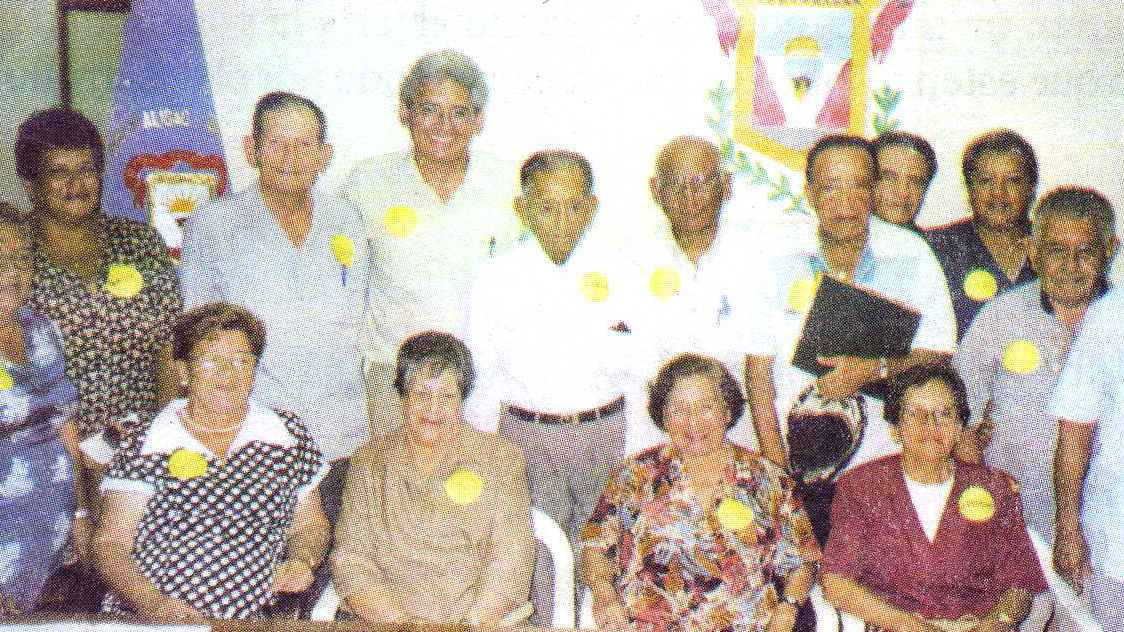
Fundadores De Ventanilla reunidos con Regidores.

Ventanilla surge a partir del proyecto de construcción de la ciudad Satélite, una iniciativa de habilitación urbana que se llevó a cabo en 1960 como parte de la política de desconcentración del centro de Lima y Callao. La ciudad Satélite fue diseñada como una ciudad planificada con todos los servicios básicos para albergar aproximadamente 100,000 habitantes en 20,000 viviendas distribuidas en 10 urbanizaciones. Sin embargo, solo dos urbanizaciones, Satélite y Almirante Miguel Grau del Perú (Naval), fueron construidas, totalizando 2,451 lotes con servicios de agua, desagüe y luz, aunque inicialmente estos servicios no eran permanentes.
En cuanto al equipamiento, se construyeron parcialmente centros educativos, la iglesia San Pedro Nolasco y un mercado particular ubicado en la calle 10 y 11 de la urbanización Satélite. El transporte fue un problema significativo para la población, ya que el servicio público era escaso y desproporcionado en comparación con el volumen de usuarios. En ese momento, la única vía que conectaba Ventanilla con la capital era la ruta norte, ya que la vía que podría enlazar el sector con El Callao solo estaba asfaltada hasta el río Chillón.
A pesar de los desafíos iniciales, Ventanilla se convirtió en un importante lugar de recreación de verano para la población del Callao después de la construcción del balneario y la vía que conecta la Panamericana Norte con su playa, que tiene una longitud de 7.8 kilómetros y capacidad para recibir hasta 40,000 bañistas.
En 1969, mediante el decreto ley 17392 del 28 de enero, la ciudad Satélite de Ventanilla fue anexada a la provincia constitucional de Callao, alegando que la población ventanillense usaban más los servicios del Callao e incluso laboraban en el puerto chalaco, lo que generó que la ciudad Satélite deje de formar parte de Lima, y además el decreto Ley indicaba que la ciudad Satélite debe ser elevada a la categoría de distrito con el nombre de Ventanilla. Esta decisión fue el resultado del desmembramiento del distrito de Puente Piedra y fue solicitada por sus habitantes, que para entonces eran alrededor de 16,000 pobladores liderados por el comité Cívico Pro-Distrito. En ese momento, el distrito tenía una densidad de 2,28 habitantes por hectárea.

### Década de 1970
Durante la década en cuestión, Ventanilla experimentó una lenta consolidación tanto en el ámbito residencial como en la industria. La urbanización Los Próceres y la adjudicación de 1,000 lotes a la Asociación de vivienda Los Licenciados de las Fuerzas Armadas, junto con la primera invasión en Ventanilla Alta, condujeron a un crecimiento poblacional significativo. Sin embargo, este aumento de población generó un déficit en el abastecimiento de agua y otros servicios básicos de infraestructura.
En este contexto de necesidades comunes, los vecinos se involucraron activamente en la comunidad, lo que llevó a una mayor participación ciudadana y condiciones de seguridad mejoradas. Aunque la dotación policial era pequeña, fue suficiente gracias a la cooperación y colaboración de los residentes. Sin embargo, cabe destacar que la participación de las mujeres en actividades comunitarias quedó restringida principalmente a actividades educativas, reflejando una limitación en términos de igualdad de género.
Por otra parte, el gobierno militar impulsó proyectos de desarrollo y ejes industriales en la zona. La carretera Ventanilla, conocida actualmente como Néstor Gambetta, se convirtió en un importante eje industrial en la provincia del Callao, albergando diversas industrias, algunas de las cuales no eran compatibles con el uso residencial debido a su naturaleza, como la Refinería de petróleo La Pampilla y el parque industrial circundante. Es importante mencionar que el área industrial de Ventanilla se caracterizaba por ser un enclave, ya que la mayoría de los trabajadores provenían de otras áreas.
Asimismo, se formularon dos grandes proyectos de desarrollo que generaron grandes expectativas en la población ventanillense: el Proyecto Parque Porcino, promovido por el Ministerio de Agricultura y destinado a la crianza de ganado porcino con un enfoque en la actividad privada; y el Proyecto Complejo Pesquero del Centro, impulsado por el Ministerio de Pesquería.
En cuanto a la recreación, el río Chillón era una fuente rica de vida con camarones y áreas agrícolas en sus riberas. Las actividades de recreación se centraban principalmente en la playa, el balneario (utilizado principalmente por los residentes locales) y el cine Marbella.

### Década de 1980
Durante esta época, se observa un rápido crecimiento poblacional impulsado por ocupaciones populares promovidas o reguladas por el Estado, involucrando aproximadamente al 63.7% de la población del distrito. Estas ocupaciones incluyen proyectos habitacionales como Angamos y Antonia Moreno de Cáceres, aunque algunos proyectos, como Pachacútec, no fueron habitados por sus adjudicatarios.
El crecimiento poblacional se caracteriza por un desarrollo extensivo de baja densidad, con la articulación de procesos urbanos diferenciados: urbanizaciones con servicios y asentamientos populares que carecen de servicios básicos, a pesar de la existencia de la Empresa Municipal de Agua Potable y Alcantarillado de Ventanilla (EMAPA).
Este rápido crecimiento provocó un desequilibrio en la oferta de equipamiento de educación y salud, con un déficit significativo en comparación con la demanda de la población. En cuanto al comercio, crece aceleradamente, pero los mercados construidos (Ex Zona Comercial y Antonia Moreno de Cáceres) nunca funcionaron plenamente, lo que mantuvo la dependencia del mercado de la calle 10 y mercadillos descentralizados.
La actividad industrial es limitada, y el transporte urbano es deficitario y caótico, a pesar de la operación de Enatru Perú S. A. y la ampliación de la autopista Néstor Gambetta. Los recursos naturales, como el Río Chillón y los humedales, sufren deterioro debido a la contaminación y la ocupación para viviendas o instalaciones industriales.
El proceso democrático iniciado en los 80 permitió a los ciudadanos elegir a su alcalde, pero las decisiones sobre el territorio del distrito siguen principalmente en manos del gobierno central y provincial. A pesar de esto, aparecen diversas organizaciones femeninas que desempeñan un papel protagonista en las actividades vecinales y políticas, con mujeres asumiendo roles activos y candidatas a regidoras.
El aumento de la población y su diversidad cultural, económica y social lleva consigo desafíos, como el aumento de la delincuencia, el consumo de drogas y la presencia del terrorismo, lo que motivó la instalación de un puesto de la guardia civil en Ventanilla para mejorar la seguridad.

### Década de 1990
Durante esta década el distrito de Ventanilla estuvo marcado por un crecimiento desordenado y heterogéneo de la población, falta de identidad distrital y problemas socioeconómicos y ambientales. El aumento acelerado de la población se debió, en gran medida, a los incentivos estatales para la construcción de viviendas básicas y la adquisición de lotes sin servicios a través del programa social del banco de materiales.
La mayoría de la población habitaba en asentamientos humanos, concentrándose en un 80% en el área central del distrito, especialmente a lo largo del eje que va desde Mi Perú hasta Angamos. Durante esta época, surgieron nuevas urbanizaciones como Pedro Cueva y Antonia Moreno de Cáceres, mientras que el Proyecto Especial Ciudad Pachacútec se consolidaba con una mayor ocupación de lotes, especialmente debido a la reubicación de pobladores de Villa el Salvador. Sin embargo, esta expansión se realizó sin la adecuada dotación de servicios básicos, lo que implicó el sacrificio de algunas áreas de equipamiento.
Algunas urbanizaciones satélites como La Naval, Antonia Moreno de Cáceres y Próceres contaban con más equipamiento y servicios, aunque también se enfrentaban a problemas de hacinamiento. Durante esta época, se construyeron importantes parques recreativos, una plaza cívica, entidades bancarias, EDELNOR, la compañía de bomberos N.º 75 "Lorenzo Giraldo Vega", y aumentó el número de colegios, incluyendo la creación del Instituto Tecnológico Taller Empresario (actualmente SENATI).
Sin embargo, la década también estuvo marcada por la agudización del desempleo debido a la crisis económica que afectó al país, lo que llevó al declive de la industria mediana y al surgimiento de microempresas. Aunque se instalaron grandes empresas de industria pesada en la zona, esto no tuvo un gran impacto positivo en el distrito en términos económicos, sociales y culturales.
La contaminación ambiental fue un problema creciente en el distrito, especialmente en las playas, que se llenaban de basura trasladada por el río Chillón desde Canta hasta la playa de Ventanilla debido a las corrientes marinas. En cuanto a los aspectos positivos en materia ambiental, destacan la intervención de la ex CORDELICA, ahora CTAR Callao, y la policía ecológica para erradicar las chancherías clandestinas en el parque porcino, así como el reconocimiento de la población hacia la existencia de humedales como áreas de reserva ecológica con potencial educativo, recreativo y turístico.
El transporte urbano en Ventanilla aumentó considerablemente durante esta década, con rutas hacia Lima y Puente Piedra, y se realizaron mejoras en la infraestructura vial, incluida la construcción y asfaltado de la vía Ventanilla - Santa Rosa de Puente Piedra y el mejoramiento de la autopista Ventanilla - Callao. Además, comenzaron a circular vehículos menores como mototaxis para el servicio interno.
En cuanto a las organizaciones vecinales, se construyó un local institucional para el programa del Vaso de Leche, y se descentralizó la administración de justicia con la construcción del módulo básico de justicia de Ventanilla. En términos de atención médica, se construyó un policlínico de ESSALUD, que brindaba servicios con nueva tecnología y comodidades para la comunidad.
Sin embargo, un aspecto negativo que caracterizó esta década fue el incremento de problemas de inseguridad debido al crecimiento de la delincuencia, la drogadicción y la presencia de pandillas y bandas juveniles. Ante esto, se conformaron organizaciones de la comunidad para velar por la seguridad ciudadana. La Policía Nacional del Perú modernizó su local central y aumentó el número de efectivos policiales, camionetas y porta tropas. Se construyó la comisaría de C.P.M. Mi Perú y se pusieron en funcionamiento los puestos policiales de Villa Los Reyes y Pachacútec, así como el puesto de la policía ecológica en el AA.HH. Mariano Ignacio Prado (parque porcino).

### Décadas de 2000 y 2010
El 15 de octubre de 2015, el Congreso de la República aprobó un proyecto de ley que elevaría al distrito de Ventanilla al grado de provincia dentro de la Provincia Constitucional del Callao. De esta manera, Ventanilla estaría conformada por los distritos de Ventanilla Cercado, Ventanilla Norte, Pachacútec y Mi Perú.

### Década de 2020 hasta la actualidad
El 15 de enero de 2022, hubo un vertido de petróleo en el Terminal Multiboyas n.° 02 de la refinería La Pampilla, dirigida por Repsol, en los mares de Ventanilla, considerado como uno de los peores desastres ecológicos ocurridos en los últimos tiempos.

## Características territoriales
Ventanilla se encuentra aproximadamente a 34 kilómetros al noroeste de Lima y a 18 kilómetros al norte del Callao. Ocupa una superficie de 7,352 hectáreas y ha experimentado un significativo crecimiento demográfico a lo largo de los años. Según los registros, su población era de aproximadamente 94,497 habitantes en 1993, aumentando a 250,000 habitantes en el año 2000 y llegando a 372,899 habitantes para el año 2015.
Desde el punto de vista geográfico, Ventanilla limita al sur con el cercado del Callao y el distrito de San Martín de Porres, siendo el río Chillón su límite natural. Hacia el norte, los cerros que se extienden por la zona separan a Ventanilla del distrito de Santa Rosa. Por el este, limita con el distrito de Puente Piedra y, por el oeste, se extiende hasta las costas del océano Pacífico. La principal vía de comunicación con el resto de la provincia del Callao es la autopista Néstor Gambetta, y su conexión con Lima se realiza principalmente a través de la carretera Panamericana Norte.

## Atracciones turísticas

### Los humedales

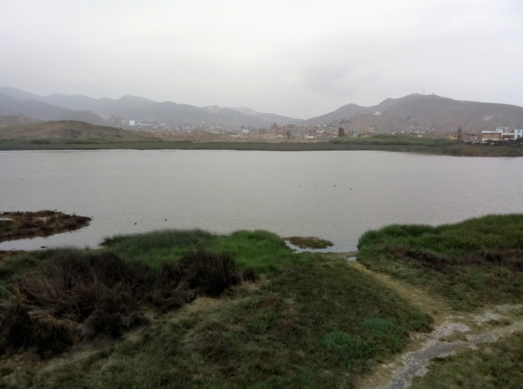
Humedales de Ventanilla.

Los humedales de Ventanilla han sido objeto de atención y esfuerzos de protección desde hace décadas. En su plan de desarrollo 1991-1995, la Municipalidad Provincial del Callao propuso el establecimiento de la "Reserva ecológica de Ventanilla", buscando salvaguardar esta área natural.
En junio de 1997, la Municipalidad Distrital de Ventanilla se asoció con la ONG Alternativa, centro de investigación social y educación popular, para asumir el desafío de proteger y recuperar los humedales, poniendo un énfasis especial en la educación ambiental de la población.
Los humedales, que en el pasado abarcaban una extensión de 653.22 hectáreas, han sufrido cierta transformación a lo largo de los años. En la actualidad, se distribuyen en distintas áreas:
- 57.8 hectáreas habilitadas para viviendas y ocupadas por el A.H Defensores de la Patria.
- 51.1 hectáreas destinadas a actividades agrícolas.
- 5.44 hectáreas reservadas para el tratamiento de aguas residuales en lagunas de oxidación.
- 538.68 hectáreas que son propiamente de humedal, ocupadas por gramadales, arbustos, totorales, vega, cuerpos de agua y pampas eriazas.

Para preservar la biodiversidad y la importancia ecológica de estos humedales, la municipalidad declaró 366 hectáreas como área de reserva ecológica intangible mediante un acuerdo del concejo en el año 1998.
A través de estudios realizados por la ONG Alternativa entre 1997 y 2000, se identificaron 53 especies de flora, abarcando 49 géneros y 22 familias botánicas. Es relevante mencionar que más de la mitad de la flora vascular pertenece a especies que crecen de forma natural en ecosistemas costeros, e incluso algunos más altos como los andinos o amazónicos. El resto incluye especies cultivadas y plantas invasoras de cultivos que ya se han naturalizado en la región costera peruana.
En cuanto a la fauna, se han encontrado diversas especies acuáticas debido al volumen hídrico y las condiciones propicias del lugar. Se han identificado 62 especies de aves, con diferentes categorías migratorias y residentes. Los hábitats acuáticos e inundados son los más frecuentados, a pesar de ocupar un área relativamente pequeña de 9.6 hectáreas. Estos espacios acuáticos se complementan con espejos de agua temporales durante los periodos de incremento de la napa freática, aunque no superan el área total del humedal (538.68 hectáreas). Es importante destacar que la población de avifauna en los humedales de Ventanilla experimenta variaciones estacionales debido a cambios en la disponibilidad de espacio físico y recursos alimenticios.

### Zonas arqueológicas

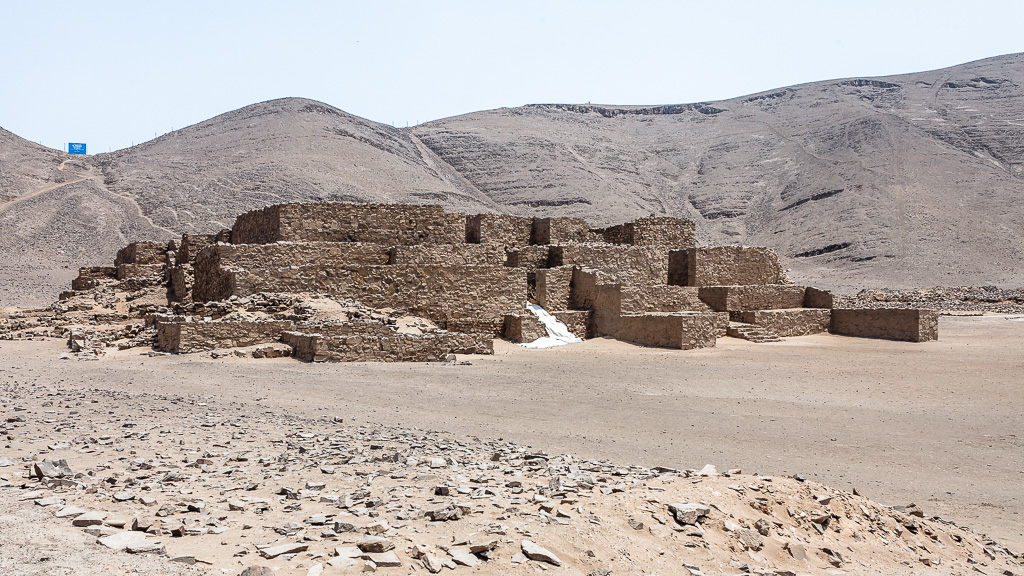
Huaca Paraíso visto desde el ala derecha.

Ventanilla alberga diversas zonas arqueológicas, aunque lamentablemente su estado de conservación no es óptimo y la infraestructura de servicios asociada a estos atractivos es prácticamente inexistente. A pesar de ello, el potencial de la proximidad a Lima representa un valor importante para organizar formas de explotación de estos recursos, previa puesta en valor de los mismos.
Entre las zonas arqueológicas existentes en Ventanilla, se encuentra el Complejo Chivateros, ubicado a orillas del río Chillón. Este lugar es conocido por sus Talleres Líticos, donde se han encontrado masas de lascas, esquirlas, núcleos e implementos como bifaces, lanzas, raspadores, buriles, puntas de proyectiles y hachas de cuarcita dura; otra importante zona es el Puente del Inca, una destacada obra de ingeniería precolombina, rodeada por estructuras del intermedio tardío, y forma parte del sistema de murallas y caminos del señorío Collic. Además, se encuentran las ruinas de Pampilla, el Paraíso y la Ciudad señorial de Oquendo, construida en la época preinca, que son evidencia de la antigüedad y relevancia histórica de los pobladores de Ventanilla. Actualmente, estos restos se encuentran físicamente entre los distritos de Ventanilla, San Martín de Porres y el cercado del Callao.
La zona arqueológica Punta Grande es un conchal de la época arcaica tardía, una aldea de pescadores construida sobre cuatro terrazas en un lugar protegido por el cerro Cachito, cerca del mar. Por otro lado, huaca Pampa de los Perros forma parte del complejo arqueológico El Paraíso y data de la época arcaica final, aproximadamente entre los años 2000 y 1500 AC. Fue una aldea cuyos terrenos eran surcados por quebradas profundas, que eran aprovechadas para cultivos y que, posteriormente, fueron veneradas como Templo tras ser afectadas por un huayco. Además de estas zonas ya conocidas, también existen otros restos arqueológicos en proceso de investigación, como la Huaca Cerro Respiro, Huaca Media Luna y el Cementerio Arqueológico La Pampilla.

### Balnearios y playas

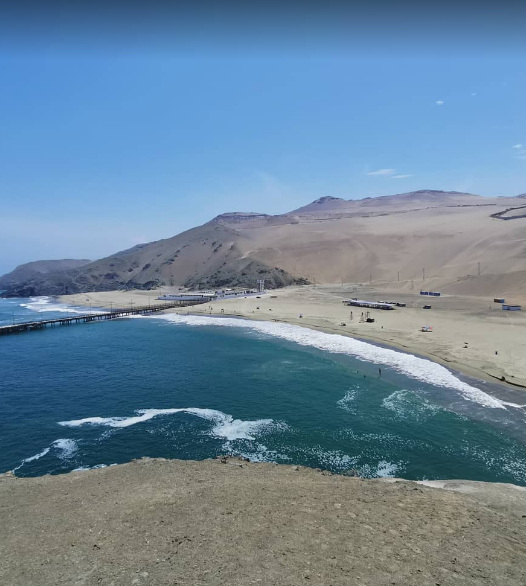
Playa Bahía blanca

Ventanilla es una localidad que cuenta con una extensa playa de 7.8 kilómetros de longitud, conocida como "Costa Azul." Esta playa es un importante destino de recreación para la población de Lima Norte y El Callao durante la temporada de verano. Para acceder a ella, se pueden utilizar dos carreteras principales: la Panamericana Norte y la carretera Callao – Ventanilla. El balneario Costa Azul ofrece una variada infraestructura de recreación, incluyendo un malecón que se extiende a lo largo de 1600 metros. En este espacio, se encuentran instalaciones que brindan diversos servicios a los visitantes, como opciones para alimentarse, vestuarios, baños y áreas de estacionamiento. La Municipalidad de Ventanilla trabaja para transformar Costa Azul en una playa de interés turístico. 
Además de la extensa playa de Costa Azul, Ventanilla también cuenta con cinco playas menores, ubicadas en las zonas norte y sur, entre cerros y acantilados. Una de estas playas menores es conocida como "Bahía Blanca," destacada por la claridad y limpieza natural de su arena, así como por el hermoso paisaje que la rodea. 

### Acantilados e islotes
La zona costera entre Ventanilla y la Refinería La Pampilla es un área de gran interés geofísico, climático, biológico y socioeconómico debido a sus características únicas. Se caracteriza por la presencia de acantilados continuos e integrados con los cerros y colinas, que se encuentran en contacto directo con el mar y separados por playas cerradas tipo ensenadas. Estos acantilados pueden alcanzar alturas de hasta 50 metros, brindando impresionantes paisajes y oportunidades para la observación de aves marinas.
En la provincia constitucional del Callao, a lo largo del litoral, se encuentran 23 islas e islotes que ofrecen diversos hábitats para la vida marina. Al norte de Ventanilla, destacan islas de diferentes tamaños, algunas con diámetros de 130 metros y otras de 160 a 170 metros de largo, alcanzando alturas de aproximadamente 30 metros. Estos ecosistemas marinos son de alto valor debido a su diversidad biológica y la abundancia de recursos que albergan, como peces, moluscos, mamíferos marinos y algas.
En estas áreas, se encuentran hábitats que brindan refugio y protección a diversas especies de aves marinas. Además, los ambientes rocosos, playas y fondos marinos someros presentan un desarrollo biológico destacado, lo que los convierte en áreas de gran importancia para la conservación y el estudio de la vida marina.

### Cuevas y monumentos naturales
El distrito de Ventanilla es una región geográficamente diversa, caracterizada por cadenas de cerros y colinas propias de la zona costera. Estos elementos geológicos han sido moldeados a lo largo del tiempo por los caprichosos procesos y transformaciones geo-naturales, que han dejado su huella en las formas y estructuras eólicas presentes en la zona.
Uno de los atractivos naturales más destacados de la región son las diversas cuevas que se encuentran en su territorio. Entre las más conocidas figuran "Las Cuevas del Pirata", "La Cueva del Lobo" y "La Cueva del Diablo". Además de las cuevas, cerca de ellas se pueden apreciar extrañas e inmensas esculturas labradas en roca con formas caprichosas que se asemejan a animales. Entre estas esculturas destacan "El Cerro El Gran Caimán", "El Cerro Lagarto", "Cerro Tortuga", "Cerro León" y "Cerro Gorila". 

### Río Chillón
El distrito de Ventanilla limita al sur con 4 kilómetros de cauce del río Chillón, un importante recurso natural que forma parte del ecosistema fluvial típico de la región. Sin embargo, este río ha sufrido graves consecuencias debido a la contaminación generada por diversas actividades humanas, lo que ha llevado a la disminución drástica de su flora y fauna. En décadas pasadas, el río albergaba una gran diversidad de peces, camarones y otros seres vivos, pero en la actualidad, muchos de ellos se encuentran en peligro de extinción debido a la degradación de sus hábitats y paisajes naturales.
A lo largo de las riberas del río Chillón, antiguamente ocupadas por tierras agrícolas y zonas arqueológicas, han surgido asentamientos humanos como Víctor Raúl Haya de la Torre, Mariano Ignacio Prado, 18 de octubre, entre otros. Estas poblaciones han sido el resultado del crecimiento urbano y la expansión de la ciudad hacia áreas previamente naturales. Este proceso de urbanización ha contribuido a la degradación del entorno natural, afectando negativamente tanto al ecosistema fluvial como a las comunidades que se han establecido en sus cercanías.

## Autoridades

### Municipales
- 2019 - 2022[8]
  - Alcalde: Pedro Carmelo Spadaro Philipps, de Fuerza Chalaca.
  - Regidores:

  1. César Gastón Pérez Barriga (Fuerza Chalaca)
  2. Rocío del Pilar Cáceres Saboya (Fuerza Chalaca)
  3. Marco Antonio Mori Alvarado (Fuerza Chalaca)
  4. Jairo Omar Cavero Ramos (Fuerza Chalaca)
  5. Bertha Carla Guerrero Valverde (Fuerza Chalaca)
  6. Patricia Mónica Herrera Barrientos (Fuerza Chalaca)
  7. Jonás Isaías Velásquez Bautista (Fuerza Chalaca)
  8. Jhovinson Hugo Vásquez Osorio (Fuerza Chalaca)
  9. Constantino Melitón Ruiz Maldonado (Por ti Callao)
  10. Jesús Alexander Ciccia Dueñas (Por ti Callao)
  11. José Luis Cárdenas Peña (Por ti Callao)
  12. Víctor Eduardo Advíncula Boucher (Alianza para el Progreso)
  13. Jenny León Lugo (Perú Patria Segura)

## Separación de Pachacútec
El congreso de la república se votó el 22 de diciembre de 2022, por unanimidad Ley N.º 31176: Ley que declara de interés nacional la creación del distrito de Pachacútec. Ya que cumple los requisitos para ser un distrito chalaco. Es un avance a la separación con Ventanilla. Se espera que se ratifique mediante la Ley de creación del distrito de Pachacútec en el Callao, que se apruebe en el presente año.